# Branchinella compacta
Branchinella compacta är en kräftdjursart som beskrevs av Linder 1941. Branchinella compacta ingår i släktet Branchinella och familjen Thamnocephalidae. Inga underarter finns listade.